# Sara Irina Fabrikant
Sara Irina Fabrikant (geboren am 27. September 1967 in Zürich) ist eine Schweizer Geographin und Hochschullehrerin. Sie wurde 2016 zum Mitglied des Schweizerischen Wissenschaftsrats (SWR) ernannt.

## Berufsweg
Sara Irina Fabrikant studierte bis 1996 Geographie, Geschichte und Kartographie an der Universität sowie der ETH Zürich. Unterstützt von einem Stipendium, bildete sie sich 1993 in Geographischer Informationswissenschaft (GIScience) und Fernerkundung an der University of Canterbury im neuseeländischen Christchurch weiter. Fabrikant wurde 2000 an der University of Colorado Boulder promoviert.
Fabrikant wurde 1999 Assistenzprofessorin am Geographischen Institut der University at Buffalo. Im  folgenden Jahr wechselte sie an die University of California, Santa Barbara (UCSB), wo sie als Assistenzprofessorin im Bereich GIScience und Kartographie in Forschung und Lehre tätig war. Im Jahr 2005 erhielt sie eine ausserordentliche Professur am Geographischen Institut der Universität Zürich (UZH).
Sara Irina Fabrikant wurde 2013 zur ordentlichen Professorin für Geographie an der Universität Zürich berufen und forscht im Bereich der Geographischen Informationswissenschaften. Von 2014 bis 2016 leitete sie das Geographische Institut. Als Co-Initiantin der UZH Digital Society Initiative leitete Fabrikant diese als Co-Direktorin von 2017 bis 2021. Von 2015 bis 2019 war sie Vize-Präsidentin der International Cartographic Association. 2025 wurde sie in die Academia Europaea aufgenommen.
Fabrikant hat auch die französische Nationalität.

## Schriften (Auswahl)
Herausgeberin:
- mit Monica Wachowicz: The European Information Society. Leading the Way with Geo-information. Springer, Berlin/Heidelberg/New York 2007, ISBN 978-3-540-72384-4.
- Geographic Information Science. 6th International Conference. Proceedings GIScience 2010, Zurich. Springer, Berlin/Heidelberg/New York 2010, ISBN 978-3-642-15299-3.

Autorin:
- B. Cheng, A. Wunderlich, K. Gramann, E. Lin, S. I. Fabrikant: The effect of landmark visualization in mobile maps on brain activity during navigation: A virtual reality study. In: Front. Virtual Real. Band 3, 2022, S. 981625. doi:10.3389/frvir.2022.981625.